# Fontaine-le-Dun
Fontaine-le-Dun ist eine französische Gemeinde im Département Seine-Maritime in der Region Normandie. Sie hat 876 Einwohner (Stand: 1. Januar 2022) und gehört zum Kanton Saint-Valery-en-Caux (bis 2015: Kanton Fontaine-le-Dun) und zum Arrondissement Dieppe.

## Geografie
Fontaine-le-Dun liegt etwa 20 Kilometer westsüdöstlich von Dieppe und etwa acht Kilometer südlich der Alabasterküste. Umgeben wird Fontaine-le-Dun von den Nachbargemeinden Saint-Pierre-le-Viger im Norden, Gruchet-Saint-Siméon im Osten, Crasville-la-Rocquefort im Süden und Südosten, Autigny im Süden, Bourville im Süden und Südwesten sowie Houdetot im Westen.

## Bevölkerungsentwicklung
| Jahr                      | 1962 | 1968 | 1975 | 1982 | 1990 | 1999 | 2006 | 2013 |
| Einwohner                 | 687  | 607  | 641  | 796  | 962  | 978  | 956  | 855  |
| Quelle: Cassini und INSEE |      |      |      |      |      |      |      |      |

## Sehenswürdigkeiten

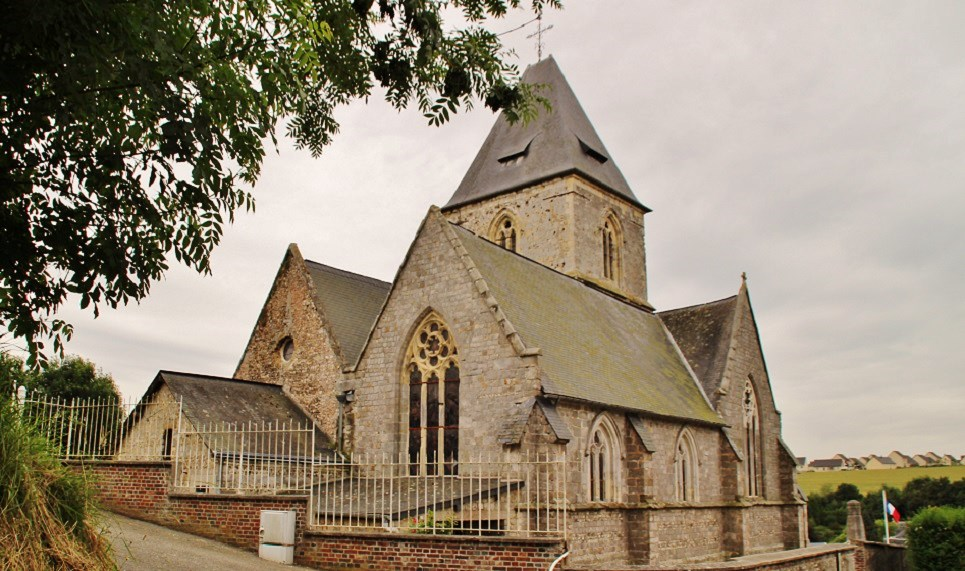
Kirche Notre-Dame

- Kirche Notre-Dame

## Persönlichkeiten
- Pierre Giffard (1853–1922), Schriftsteller